# Domovoj

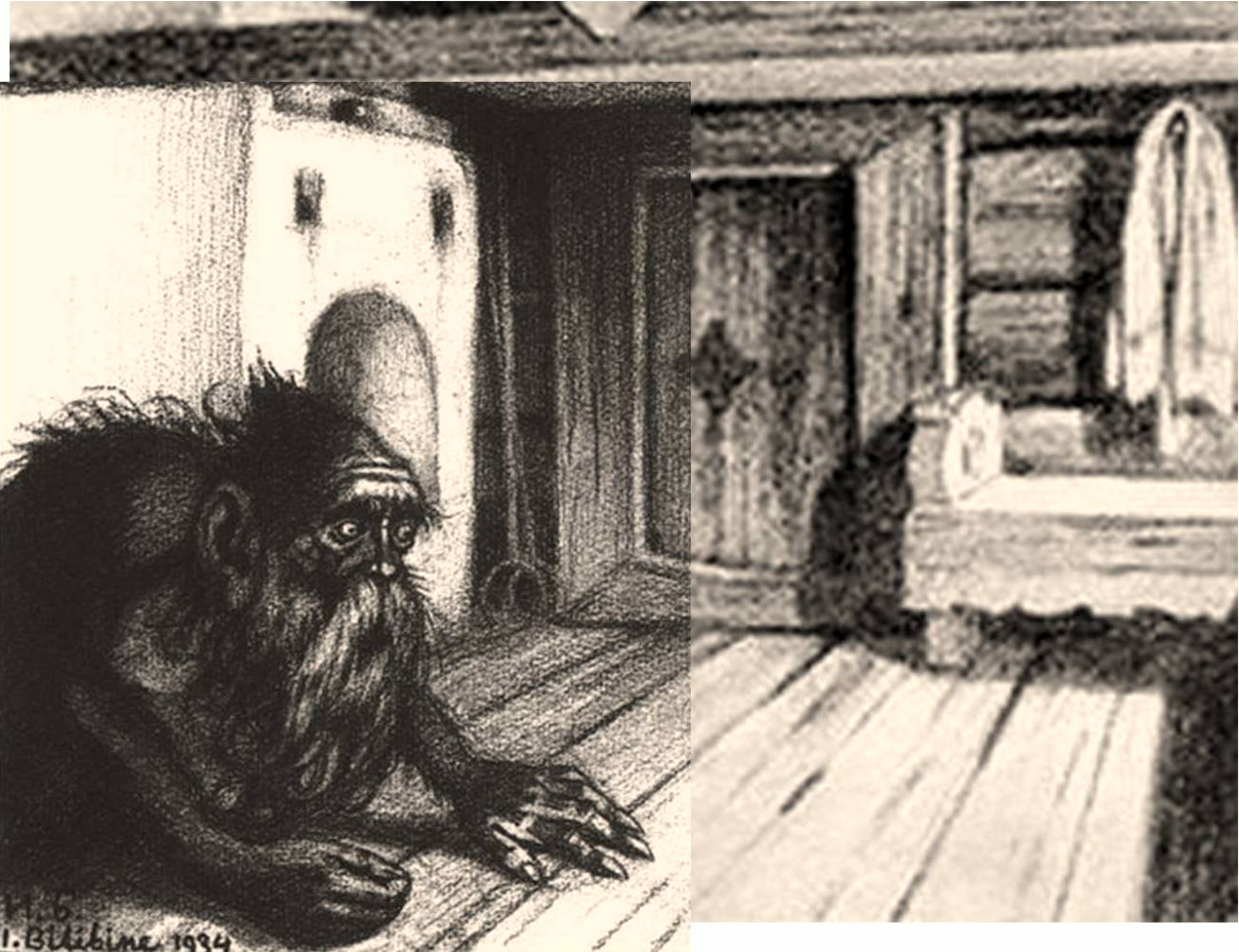
Tekening van een Domovoj uit 1934 door Ivan Bilibin

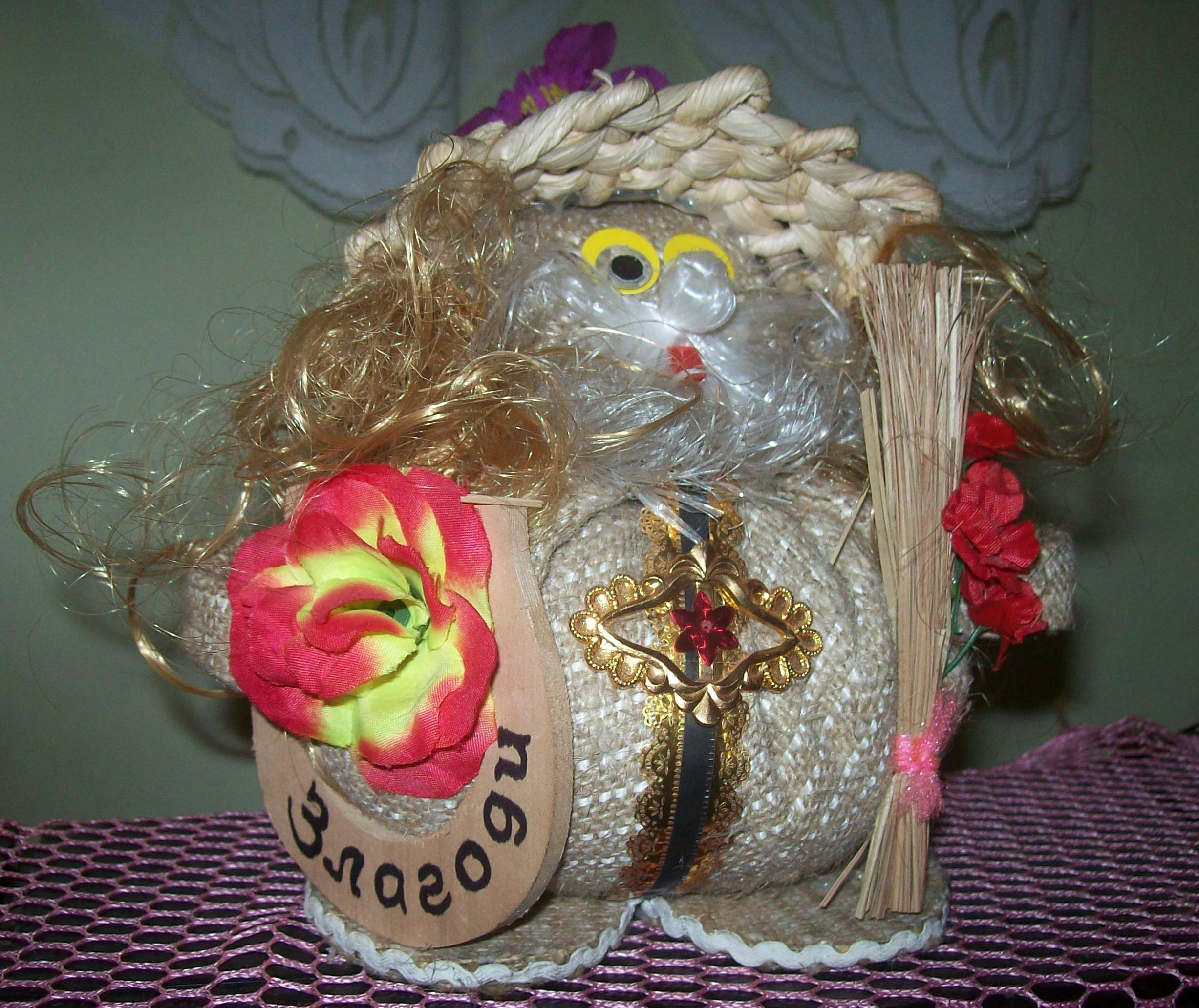
Een Domovoj als handgemaakt souvenir in Oekraïne

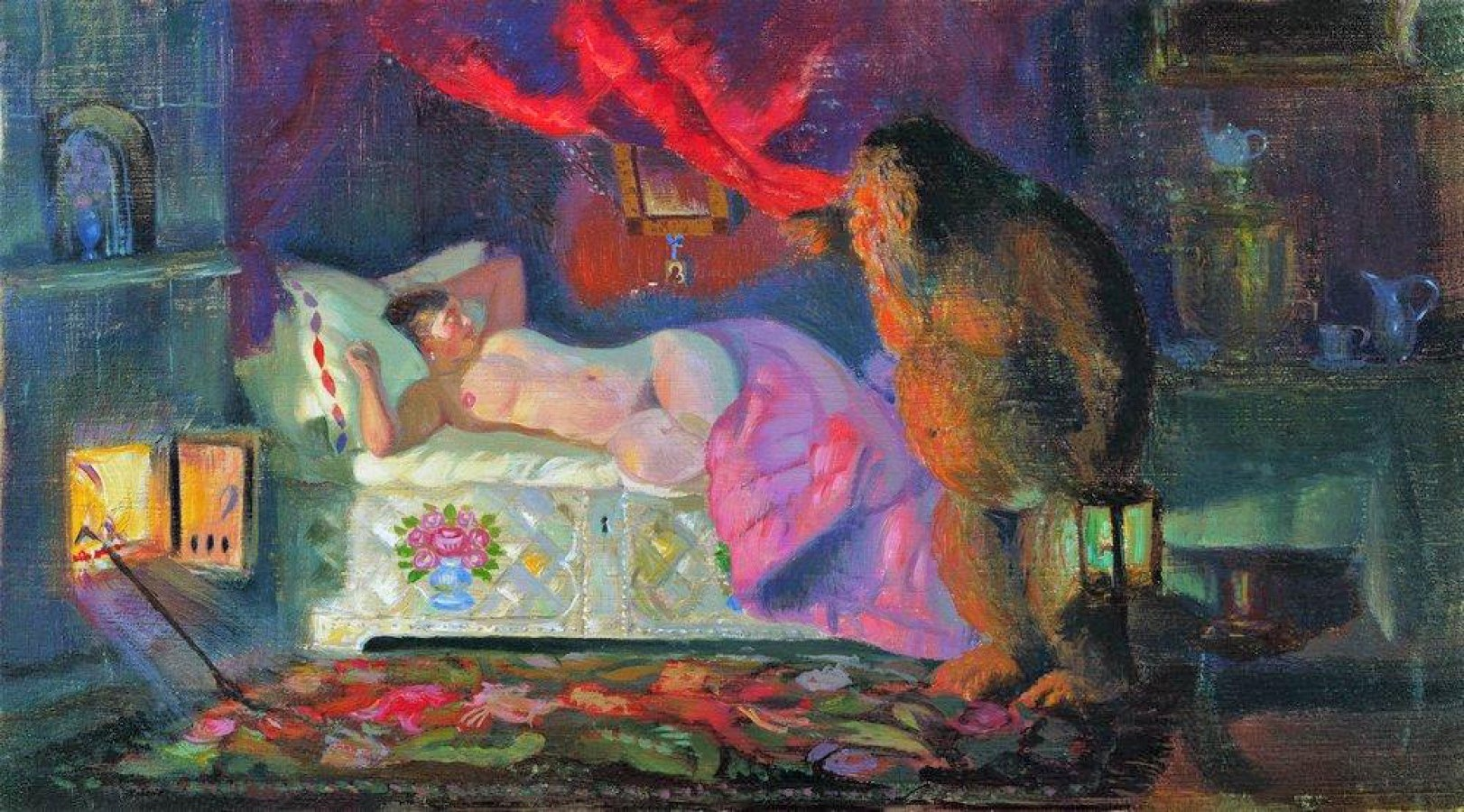
De Domovoj en de vrouw van de koopman

Domovoj (letterlijk: "hij van het huis", meervoud: domovye of domovojs) is een huisgeest in de Slavische folklore. Het belangrijkste kenmerk is vaak dat ze van zich laten horen door allerlei onverwachte gebeurtenissen die bepaalde betekenissen zouden hebben. In veel Slavische gezinnen wordt geloofd in de aanwezigheid van de domovoj en wordt rekening gehouden met zijn aanwezigheid.

## Gedaanten
Domovojs zijn volgens de legenden masculiene, meestal kleine mannetjes, die volgens sommige versies volledig zijn bedekt met haar. Volgens sommige versies nemen de domovojs de gedaante van de vorige of huidige bewoners van een huis over. Andere voorkomende kenmerken in verhalen zijn dat ze een grijze baard, een of meerdere staarten en/of kleine hoorns hebben. Er zijn verhalen bekend van buren die de eigenaar van een huis 's nachts in de tuin aan het werk zien, terwijl die in werkelijkheid ligt te slapen. Sommige (minder populaire) verhalen verklaren ook dat domovojs de gedaante van een kat, hond, rat, slang of ander dier kunnen aannemen. Er wordt onderscheid gemaakt naar domovojs en dvorovojs. De laatste leeft buitenshuis op binnenpleinen en komt daardoor meer op het platteland voor.

## Naam in verschillende talen
- Bulgaars: Stopan
- Kroatisch: Domaći
- Oekraïens: Домовик (domovik)
- Pools: Domowoj
- Russisch: Домовой (domovoj)
- Servisch: Домаћи (domaći)
- Sloveens: Domovoj
- Slowaaks: Dedko
- Tsjechisch: Dědek
- Wit-Russisch: Дамавік (damavik)

## Leven met een domovoj
Let op: het onderstaande is een verzameling van 'volkskennis' die enerzijds onvolledig is en anderzijds niet te serieus dient te worden genomen; maar wel enigszins een beeld kan geven van de plaats die de domovoj heeft in de Slavische folklore
Volgens veel verhalen heeft elk huis zijn eigen domovoj. Als favoriete woonplaatsen voor een domovoj worden vaak de drempel onder de deur of de plek onder het fornuis genoemd. De domovojs zouden echter ook het middelpunt van het huis als hun domein beschouwen.
In verschillende culturen worden volgens de traditie verschillende zaken aan de omgang met een domovoj toegeschreven. In Poolse verhalen wordt geschreven dat de eigenaar van een nieuw huis een domovoj probeerde te lokken met een stuk brood, die dan op de grond werd gelegd op de plek waar het fornuis werd geplaatst. In Russische verhalen wordt geschreven dat een gezin een domovoj uit het oude huis probeerde mee te nemen naar het nieuwe huis door deze een oude laars als schuilplaats aan te bieden. Huisdieren konden ook niet zomaar worden gekozen; als de huiseigenaren niet een huisdier namen dat de domovoj beviel, zou deze ze pijn doen. Ook zou de domovoj niet gecharmeerd zijn van spiegels en geiten. Gezouten brood gewikkeld in een wit kleed zou de domovoj daarentegen kalmeren en schoon wit linnen in zijn kamer zou een uitnodiging zijn om een hapje mee te eten met het gezin. Het hangen van oude laarzen in de tuin zou een andere manier zijn om hem op te vrolijken.

### Functies van de domovoj
De domovoj wordt gezien als de bewaker van het huis, de beschermer van vrouwen tegen huiselijk geweld en helpt volgens verhalen soms mee met huishoudelijke taken en het werk op het land. Sommige bewoners behandelen een domovoj zelfs als een (onzichtbaar) lid van het gezin en laten ook om die reden 's nachts in de keuken kleine geschenken voor hem achter zoals melk en koekjes. De domovoj werd vroeger door sommigen ook wel gezien als een orakel omdat zijn gedrag de toekomst of onheil zou kunnen voorspellen. Hij zou bijvoorbeeld haar uittrekken als hij een vrouw wilde waarschuwen voor gevaar van een man die vrouwen zou mishandelen. Hij zou kreunen en jammeren als er gevaar dreigde. Als hij zichzelf zou vertonen zou dat een voorteken zijn van de dood en als hij zou huilen zou dat een voorteken zijn van de dood van iemand uit het gezin. Als hij zou lachen zouden betere tijden volgen en als hij zou tokkelen op een kam dan zou er een bruiloft volgen in de toekomst.

### Lokken en inzetten van de domovoj tegen andere domovojs
Er zijn vele verhalen bekend over hoe een domovoj het beste kan worden aangetrokken (naar buiten gaan in je beste kleren en hard roepen "dedoesjka Dobrochot, kom alsjeblieft in mijn huis en hoed de kudde") of om de domovoj mee te nemen bij een verhuizing (een geschenk aanbieden aan de domovoj en daarbij zeggen "Domovoj! Domovoj! Blijf niet hier, maar kom mee met ons gezin").

### Buurdomovojs en rivaliserende domovojs
Domovojs werden echter ook minder fijne eigenschappen toegeschreven: de eigen domovoj kon dan wel tot een vriend worden; de domovoj van de buren daarentegen was een plaag. Volgens de Russische folklore zou de domovoj van de buren 's nachts de paarden in de stal kwellen of het graan uit de schuur stelen om de paarden bij de buren te voederen. Dit weerhield de domovojs volgens de verhalen er echter niet van om soms wel onderling bevriend te zijn, hetgeen tot uiting zou komen in luide winterse feesten.
Een rivaliserende domovoj zou volgens de verhalen het huis uit kunnen worden gejaagd met behulp van de eigen domovoj door op de muren van het huis slaan met een bezem, waarbij hard roepend "Domovoj! Domovoj! Help me om deze indringer te verjagen.".

### Boze domovojs
Over het algemeen wordt de domovoj gezien als een vriendelijk mannetje en volgens de verhalen leven de meeste gezinnen in harmonie met hun huisgeesten, waardoor geen problemen zouden optreden.
Domovojs zouden volgens de folklore echter kwaad kunnen worden als de bewoners het huis niet goed schoon houden, schunnige of straattaal gebruiken (bijvoorbeeld Russische mat) of de domovoj minachten. Kwade, ontevreden of ongelukkige domovojs kunnen volgens de vertellingen kunnen verworden tot een plaag voor het gezin, hetgeen tot uiting zou komen in vervelende grappen die worden uitgehaald met de bewoners van het huis. Hiertoe behoren het verplaatsen van spullen of het laten rammelen ervan, het breken van borden, het achterlaten van kleine modderige voetstappen, het laten knarsen van de muren van het huis, het slaan op de potten en ketels en huilende geluiden maken. Volgens de vertellingen zou als het gezin de oorzaak achterhaalt van de reden van de ontevredenheid en de situatie daarmee kan worden aangepast naar de smaak van de domovoj, alles weer bij het oude terugkeren. De domovoj kan volgens de verhalen bijvoorbeeld "tevreden" gesteld worden met een bordje eten of een glas drinken, die dan ergens in de keuken worden neergezet.
Zou het gezin de situatie niet verbeteren, dan zou het gedrag van de domovoj kunnen veranderen naar dat van een klopgeest of zou hij proberen om huisbewoners te proberen te verstikken in hun eigen bed; een mythe die waarschijnlijk te maken heeft met de verschijnselen van slaapverlamming.
Wordt de domovoj echter volledig genegeerd, dan verdwijnt deze volgens sommige verhalen uiteindelijk toch vanzelf.

## Vrouwelijke domovoj
Soms wordt ook verteld over een vrouwelijke huisgeest genaamd kikimora (of Sjisjimora, domania of domovicha), die de vrouw van de domovoj zou zijn.